# ISO-IR-165
ISO-IR-165《通訊用中文多位元組字符集》（Codes of the Chinese graphic character set for communication）是中國大陸於1992年為国际电信联盟电信标准化部门（CCITT） 創製之中文多位元組通訊字符集。该编码在ISO 2022下注册的名称为 ISO-IR-165，可以使用 ISO-2022-CN-EXT 进行编码。
ISO-IR-165 整合 GB 2312（包括 GB/T 6345.1-86《信息交换用汉字 32x32 点阵字模集》新增之字符及調整）以及 GB/T 8565.2-88《信息处理文本通信用编码字符集 第二部分：图形字符集》。该标准合共 8446 個字符。

## GB/T6345.1的修订和补充
GB/T 6345.1-1986《信息交换用汉字 32x32 点阵字模集》（后续改成GB/T 6345.1-2010）包括了对 GB/T 2312 的修正和补充。相关的修订最早是由GB 5007.1–85《信息交换用汉字 24x24 点阵字模集》所加入。
| 区位码 | EUC码  | GB/T 2312（未修订） | GB/T 6341.1 | 备注  |
| ------ | ------ | ------------------- | ----------- | ----- |
| 03-71  | 0xA3E7 | ｇ                  | ɡ           | [ a ] |
| 79-81  | 0xEFF1 | 鍾                  | 锺          | [ b ] |

1. ↑  对应 Unicode U+FF47 ｇ ；但是 GB/T 6341.1 的字形也可以对应至U+0261 ɡ 。
2. ↑  原字对应繁体中文的U+937E 鍾 ，修改后成为简体的U+953A 锺 。《汉字简化方案》内原先将“鍾”合并进“钟”（“鐘”的简化字），后续1986年的《简化字总表》允许在人名中使用“锺”，而相似的标准（如 GB/T 5007.1–85）也将该字修改成使用简体“钅”旁的“锺”。

后续实践 GB/T 2312 的编码（如Windows 的代碼頁936）将 79-81 对应的汉字 Unicode 码从“鍾”改为“锺”。
GB/T 6345.1-86 也在 GB/T 2312 的基础上在第 10 区补充了ISO 646-CN 的半宽字符（3 区的字符为全宽字符）和第 8 区补充了 6 个汉语拼音字符。这些补充也在 GB/T 12345 内出现，而 GB/T 12345 也额外在第 6 区加上了 29 个竖排标点符号。
2011年發佈的 GB/T 6345.1-2010 正式在第 11 区增加了對應 8 区 32 个汉语拼音字符（包括新补充的6个字符）的半宽版本。這個補充并未在 GB 18030 内實行。
Classic Mac OS 内的简体中文编码（基于EUC-CN修改） 和 GB 18030 包含了 GB/T 6345.1 补充的 6 个汉语拼音字符（但是不包括半宽版本）和 GB/T 12345 补充的竖排标点符号。 新增的 6 个汉语拼音字符如下：
| 区位码 | EUC码  | 字符     | 备注  |
| ------ | ------ | -------- | ----- |
| 08-27  | 0xA8BB | U+0251 ɑ |       |
| 08-28  | 0xA8BC | U+1E3F ḿ | [ a ] |
| 08-29  | 0xA8BD | U+0144 ń |       |
| 08-30  | 0xA8BE | U+0148 ň |       |
| 08-31  | 0xA8BF | U+01F9 ǹ | [ b ] |
| 08-32  | 0xA8C0 | U+0261   | [ c ] |

1. ↑  Windows CP936[8] 和 GB 18030-2000 映射至私用区 U+E7C7，GB 18030-2005 修改成 U+1E3F。[6]
2. ↑  此字符是在 Unicode 3.0 新增的，在这之前该字符一般映射至 U+006E, U+0300。[7] Windows CP936 映射至私用区 U+E7C8。[8]
3. ↑  与未修订 GB/T 2312 的 03-71 一样（见上表）。ISO-IR-165 的 Unicode 映射有差异。

## GB/T8565.2 的修订和补充
GB/T 8565.2-1988《信息处理文本通信用编码字符集第二部分：图形字符集》也定义了 GB/T 2312 的补充字符，在 13-15 区和 90-94 区之间新增了 705 个字符，其中 15 区新增的 69 个字符是非汉字。该修订包括了 GB/T 6345.1 的修订，但是没有包括补充字符。
Unihan 资料库中引用中国大陆来源 GB/T 8565 的汉字使用 G8 来标示。

## CCITT 修订
ISO-IR-165 包括了 GB/T 6345.1 和 GB/T 8565.2 在 GB/T 2312 的新增补充字符。另外，ISO-IR-165 也新增了 161 个字符，其中 139 个汉字是“普通汉字和异体”。有时这些 CCITT 的新增字会和 GB/T 8565.2 混淆，包括以前的 Unihan 资料库。
CCITT 在第 6 区新增了对应第 3 区的像字符，这些字符和 Mac OS 简体中文 和 GB 18030 的新增字符相撞。
ISO-IR-165 包含了 GB/T 6345.1 的订正，但是其中有两个字符的 Unicode 映射与 GB/T 2312 和 GB/T 6345.1 扩展的映射不同。下表顯示各標準的映射和對應字形，也另附 GB 18030 的對應編碼：
| 区位码 | EUC码  | GB/T 2312（未修订） | GB/T 6345.1 | GB/T 6345.1 映射 | ISO-IR-165 | ISO-IR-165映射 | GB 18030 | GB 18030 映射 |
| ------ | ------ | ------------------- | ----------- | ---------------- | ---------- | -------------- | -------- | ------------- |
| 03-71  | 0xA3E7 | ｇ                  | ɡ           | U+FF47           | ɡ          | U+0261         | ｇ       | U+FF47        |
| 08-32  | 0xA8C0 | （无）              | ｇ          | U+0261           | ｇ         | U+FF47         | ɡ        | U+0261        |
| 79-81  | 0xEFF1 |                     |             | U+953A           |            | U+953A         |          | U+953A        |

## 外部連結
- ISO-IR-165:1992（页面存档备份，存于）